# Stay (chanson de Sash!)
Pour les articles homonymes, voir Stay.
"Stay" est une chanson de l'équipe de DJ/production allemand Sash! featuring La Trec. Elle est sortie en septembre 1997 via le label Mighty en tant que quatrième et dernier single de leur album, It's My Life - The Album. Le titre a été classé numéro un pendant quatre semaines au Canadian RPM Dance Chart et a atteint la dixième place en Allemagne et numéro 19 en Suisse. Il a également été dans le top 40 en Autriche, Belgique, Allemagne, Irlande, Italie et aux Pays-Bas. Stay et le troisième titre consécutif de Sash! classé no 2 au Royaume-Uni.

## Liste des pistes
CD Maxi-single (Europe, 1996)
1. "Stay" (Single Edit) - 3:29
2. "Stay" (Original 12")	- 5:54
3. "Stay" (Exit-Eee Rmx)	- 5:53
4. "Stay" (Magnificent 4 Rmx) -	6:01
5. "Stay" (2 Phunky People Rmx) - 5:54

## Chart performance

### Meilleurs positions
| Chart (1997-1998)                        | Meilleurs positions |
| ---------------------------------------- | ------------------- |
| Australie (ARIA)                         | 24                  |
| Autriche (Ö3 Austria Top 40)             | 39                  |
| Belgique (Flandre Ultratop 50 Singles)   | 3                   |
| Belgique (Wallonie Ultratop 50 Singles)  | 4                   |
| Canada Dance (RPM)                       | 1                   |
| Danemark (IFPI Danemark)                 | 3                   |
| Europe (Eurochart Hot 100)               | 6                   |
| Finlande (Suomen virallinen lista)       | 6                   |
| France (SNEP)                            | 23                  |
| Allemagne (Media Control AG)             | 12                  |
| Irlande (IRMA)                           | 6                   |
| Italie (FIMI)                            | 2                   |
| Pays-Bas (Nederlandse Top 40)            | 6                   |
| Nouvelle-Zélande (RMNZ)                  | 12                  |
| Norvège (VG-lista)                       | 3                   |
| Suède (Sverigetopplistan)                | 12                  |
| Suisse (Schweizer Hitparade)             | 19                  |
| UK Singles (The Official Charts Company) | 2                   |
| U.S. Billboard Hot Dance Music/Club Play | 1                   |